# Абрамов Микола Матвійович (науковець)

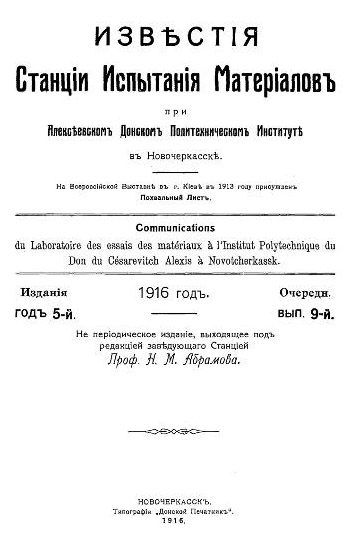
«Извѣстія Станціи Испытанія Матеріаловъ» під редакцією проф. М. М. Абрамова, 1916 рік

Микола Матвійович Абрамов (1876—1949) — інженер шляхів сполучення, вчений в галузі інженерної геології, професор, декан факультету.

## Біографія
Народився у сім'ї донських козаків у місті Новочеркаськ.
Здобув домашню освіту, 1894 року зі срібною медаллю закінчив Новочеркаську класичну гімназію, а наступного вступив на математичне відділення фізико-математичного факультету Петербурзького інституту інженерів шляхів сполучення, який закінчив у 1900 році. Учень М. А. Бєлелюбського.
Перша робота М. М. Абрамова відноситься до 1904 року та присвячена розрахунку ферми-аркади системи А. Vierendeel`s. Вона була опублікована у виданнях Інституту інженерів шляхів сполучення Імператора Олександра I. Надалі Микола Матвійович займався питаннями методики викладання будівельної механіки, приділяючи особливу увагу фізико-математичній підготовці студентів до вивчення опору матеріалів.
З 1907 року — професор Донського політехнічного інституту в Новочеркаську на кафедрі будівельної механіки, автор робіт з випробування матеріалів. У 1917 і 1918 роках працював ректором Донського політехнічного інституту.
Член постійного Бюро з'їздів російських цементних техніків та заводчиків. Брав участь у роботі XII з'їзду російських натуралістів та лікарів у Москві (1909−1910)
У 1917—1918 роках був учасником Помісного Собору Російської Православної Церкви як мирянин від Донської єпархії.
19−25 травня 1919 року брав участь у Ставропольському організаційному «Південно-східному російському церковному соборі».
У 1928−1929 роках — заслужений професор Харківського технологічного інституту, декан інженерно-будівельного факультету ХТІ (1929). Дійсний член Українського товариства працівників науки та техніки (1929).
З 1936 року по 1939 рік — завідувач кафедри Сибірського державного університету шляхів сполучення.
З 1939 року по 1947 рік — завідувач кафедри опору матеріалів Інституту інженерів-механіків соціалістичного землеробства.
Помер Микола Матвійович 13 лютого 1949 року, похований на Новочеркаському цвинтарі.

## Сім'я
- Дружина — Раїса Володимирівна Лазарєва, Новочеркаськ.

## Нагороди
- 1915 року «за видатні заслуги, надані Росії на міжнародних судноплавних конгресах», Миколу Матвійовича нагородили почесною медаллю.[5]
- У січні 1919 року Донський отаман, генерал від кавалерії — П. М. Краснов «за відмінність у службі та особливу працю за Радою Фінансів» випускав професорів, статських радників Абрамова у чин дійсного статського радника.
- У 1920-х роках Центральна комісія з покращення побуту вчених при РНК РРФСР (ЦеКППВ), оцінюючи наукову діяльність Абрамова, кваліфікувала його як видатного вченого.